# 小拉澤巴克島
小拉澤巴克島（英語：Little Razorback Island），是南極洲的島嶼，位於羅斯島西面的伊里布斯灣，屬於德爾布里奇群島的一部分，由羅伯特·斯科特率領的英國探險隊發現，現時由南極條約體系管理。